# 希隆斯克地區勒武韋克縣

希隆斯克地區勒武韋克縣（波蘭語：Powiat lwówecki），是波蘭的縣份，位於該國西南部，由下西里西亞省負責管轄，首府設於希隆斯克地區勒武韋克，面積710平方公里，2006年人口48,144，人口密度每平方公里68人。